# Reading
Reading je anglické město v hrabství Berkshire. Město se nachází na soutoku řek Temže a Kennet, mezi Londýnem a Swindonem. Dle údajů z roku 2001 zde žije 143 096 obyvatel.
Výslovnost města je [ˈɾɛdɪŋ], ne jako reading, vid průběhový angličtiny slovesa to read, který je [ˈɾiːdɪŋ].
Reading byl ve středověku důležité město; nacházel se v něm klášter, jenž měl vazby na královskou rodinu. Jeho moc upadla po sérii ekonomických krizí v 17. století. V současnosti se jedná o důležité ekonomické centrum jižní Anglie.
Historie města spadá minimálně do 8. století, kdy je město známo jako Readingum.
V Readingu se každý rok koná jeden z největších britských hudebních festivalů, stejnojmenný Reading Festival, který probíhá souběžně s druhým festivalem ve městě Leeds. Festival v Readingu je pořádán již od roku 1971, v Leedsu pak od roku 1999. V minulosti na něm vystoupili například kapely Nirvana, Iron Maiden, Muse, Guns n' Roses, Linkin Park, Metallica, Green Day, Oasis, Foo Fighters nebo rappeři 50 Cent a Eminem. 

## Obyvatelstvo
Etnický původ (sčítání v roce 2011):
- 74,8 % – běloši (65,3% bílí Britové)
- 13,6 % – Asiaté
- 6,7 % – černoši
- 3,9 % – míšenci
- 0,4 % – Arabové
- 0,5 % – ostatní

Náboženství (sčítání v roce 2011):
- 50,0 % – křesťanství
- 7,1 % – islám
- 3,6 % – hinduismus
- 0,6 % – sikhismus
- 1,2 % – buddhismus
- 0,2 % – judaismus
- 0,5 % – ostatní náboženství
- 29,5 % – bez vyznání
- 7,3 % – neuvedeno

## Významní rodáci
- Catherine, vévodkyně z Cambridge – vévodkyně z Cambridge
- Natalie Dormerová – herečka
- Ricky Gervais – herec, režisér a scenárista
- Sam Mendes – režisér
- Mike Oldfield – multiinstrumentalista
- Kate Winsletová – herečka